# Liangbing (köpinghuvudort i Kina, Jilin Sheng, lat 43,18, long 128,78)
Liangbing är en köpinghuvudort i Kina. Den ligger i provinsen Jilin, i den nordöstra delen av landet, omkring 300 kilometer öster om provinshuvudstaden Changchun. Antalet invånare är 8 693. Befolkningen består av 4 181 kvinnor och 4 512 män. Barn under 15 år utgör 9,0 %, vuxna 15-64 år 78 %, och äldre över 65 år 11,0 %.
Runt Liangbing är det ganska glesbefolkat, med 27 invånare per kvadratkilometer. Närmaste större samhälle är Mingyue, 14,0 km sydost om Liangbing. Omgivningarna runt Liangbing är en mosaik av jordbruksmark och naturlig växtlighet.
Genomsnittlig årsnederbörd är 949 millimeter. Den regnigaste månaden är juli, med i genomsnitt 211 mm nederbörd, och den torraste är januari, med 8 mm nederbörd.